# NASCAR Racing
NASCAR Racing est un jeu vidéo de course développé et édité par Papyrus Design Group, sorti en 1994 sur DOS, Mac et PlayStation.

## Voitures jouables
On peut piloter les trois modèles présents lors de la saison 1994, à savoir la Chevrolet Lumina, la Ford Thunderbird et la Pontiac Grand Prix.

## Circuits
Tous les circuits de la saison 1994 sont présents:
- Atlanta Motor Speedway
- Bristol Motor Speedway
- Charlotte Motor Speedway
- Darlington Raceway
- Dover International Speedway
- Infineon Raceway
- Martinsville Speedway
- Michigan International Speedway
- New Hampshire Motor Speedway
- North Wilkesboro Speedway
- Phoenix International Raceway
- Pocono Raceway
- Richmond International Raceway
- Rockingham Raceway
- Talladega Superspeedway
- Watkins Glen International